# Holothele sanguiniceps
Holothele sanguiniceps är en spindelart som först beskrevs av F. O. Pickard-Cambridge 1898.  Holothele sanguiniceps ingår i släktet Holothele och familjen fågelspindlar. Inga underarter finns listade i Catalogue of Life.